# Walter Brück
Walter Delano Brück (auch Walter Brook; * 30. November 1900 in Wien, Österreich-Ungarn; † 28. August 1968 in Monterey oder Carmel-by-the-Sea, Kalifornien) war ein österreichischer Eishockey- und Bandyspieler und Eishockeyfunktionär und -trainer jüdischer Herkunft. Sein Bruder Herbert war ebenfalls Eishockeyspieler.

## Karriere
Walter Brück spielte ab 1915/16 für den Wiener Eislauf-Verein, für den er an der Wiener Eisballmeisterschaft 1915/16 teilnahm und die Eishockeymeisterschaft 1924, 1927 und 1929 und 1930 gewann. Im November 1930 beendete er seine aktive Spielerkarriere und wurde Trainer und Schiedsrichter beim WEV. Zudem spielte er noch einige Freundschaftsspiele gegen internationale Mannschaften für den Verein.
International spielte er für die österreichische Eishockeynationalmannschaft bei den Olympischen Winterspielen 1928, bei der Eishockey-Weltmeisterschaft 1930 und bei den Eishockey-Europameisterschaften Eishockey-Europameisterschaft 1925 bis 1929. Dabei war er über mehrere Jahre Mannschaftskapitän des Nationalteams.
Als Funktionär übernahm er 1931 von Oskar Schlesinger die Aufgabe der Sektionsleitung beim Eislauf-Verein. 1934 wurde er vom OeEHV zunächst für fünf Jahre gesperrt, jedoch im Oktober des gleichen Jahres freigesprochen. Anschließend arbeitete er als Eishockeytrainer in den Niederlanden.
Zudem war Brück Eishockeyschiedsrichter bei internationalen Begegnungen. 1938 verließ er, so wie sein Bruder Herbert, Europa und wurde US-amerikanischer Staatsbürger. Er arbeitete als Nachtportier und im Automobilhandel, seinen Namen änderte er in Walter Delano Brook. Er verstarb 1968 in Carmel-by-the-Sea oder Monterey, Kalifornien.

## Erfolge und Auszeichnungen
- Österreichischer Meister 1923, 1924, 1926, 1927, 1928, 1929, 1930

Walter Brück erhielt sechs Mal das internationale Abzeichen des österreichischen Eishockeyverbandes für die Teilnahme an internationalen Spielen.
- Silbermedaille bei der Eishockey-Europameisterschaft 1925
- Bronzemedaille bei der Eishockey-Europameisterschaft 1926
- Goldmedaille bei der Eishockey-Europameisterschaft 1927
- Bronzemedaille bei der Eishockey-Europameisterschaft 1929
- Bronzemedaille bei der Eishockey-Europameisterschaft 1930

## Statistik
(Legende zur Spielerstatistik: Sp oder GP = absolvierte Spiele; T oder G = erzielte Tore; V oder A = erzielte Assists; Pkt oder Pts = erzielte Scorerpunkte; SM oder PIM = erhaltene Strafminuten; +/− = Plus/Minus-Bilanz; PP = erzielte Überzahltore; SH = erzielte Unterzahltore; GW = erzielte Siegtore; 1 Play-downs/Relegation; Kursiv: Statistik nicht vollständig)